# マツコの部屋
マツコの部屋（マツコのへや）は、フジテレビで2009年10月15日から2011年3月24日まで毎週木曜日 25:45 - 26:00に放送していた番組。ハイビジョン制作。

## 概要

### 特徴
池田哲也ディレクターがマツコ・デラックスを満足させるためにさまざまなVTRを撮ってきて、そのVTRをマツコ自身が『アリ』か『ナシ』かをジャッジする。
2011年3月24日で番組終了した（この日に終了したのはフジテレビ・北海道文化放送のみ）。

### 低予算
前番組『FNS地球特捜隊ダイバスター』に続き低予算であることを隠さない構成で、マツコ・デラックスのトーク中など画面の左上に「低予算プログラム マツコの部屋」と表示される。また、マツコ・デラックスのギャラは1回 5000円と番組中に公言している。

### 挿入歌
番組内で背景音楽としても使用されている挿入歌は、かつてのTVドラマ「傷だらけの天使」で岸田今日子演ずる綾部の事務所で流れていた、ポーラ・ネグリが歌う映画『Mazurka』（マヅルカ 1935年、独映画）の主題歌「Ich spür in mir」である。2009年現在、日本ではCD化されていない。なお、ドイツで発売されたCD『Erfolge, Sammlerstücke & Raritäten: Historische Aufnahmen aus den Jahren 1935-1940 - Peter Kreuder』に収録されている。

### その他
- 第1回の放送でマツコは番組構成のあまりの体たらくぶりに「これダイバスター終わらせてやる番組?」と発言している。
- 番組名の由来は「徹子の部屋」からだと思われるが、番組ロゴもフォントを忠実に再現している[2]。
- 収録は制作会社ザ・ワークスの会議室内で全面ブルーバック収録され、放送では赤いカーテンがCG合成されている。第3回目からはマツコがディレクターに説教や激怒しているときは赤いカーテンがなびくようになる。また、収録中にサイレンなどの騒音が聞こえても番組を中断することはない（むしろテロップで「この番組はサイレンの音でも収録を止めません」というテロップが表記されるほど）。
- スタッフロールが流れる際、構成を担当していた酒井健作は極端に文字が小さくなったり流れている途中で消えるなど回によってはなんらかの細工がされている。（12月18日放送回ではあまりの体たらくにマツコからクビを宣告され、その日のスタッフロールでは「酒井健作（最終回）」と表記されるに至るが2010年4月8日放送分をもって実際にクビとなった。2010年1月15日放送分での発言が発端で酒井健作の部分が「へなちょこ」という表記になっていた。）
- 2010年5月6日放送分からスタッフロールの構成部分が「堀由史（ナメリカ）」という表記になった。これはマツコが酒井健作がクビになったことを知って提案したことがきっかけ。ちなみに「ナメリカ」とは堀が過去に組んでいたお笑いコンビの名前である。
- スポンサーが江崎グリコのため（フジテレビのみ）、度々プッチンプリンのVTRを出した。そして放送でのそのカットを引用してCMとして流している。
- 放送禁止用語や放送にふさわしくない言葉を隠すとき「テニスのやつ」や「Sorry」などの言葉を入れた白い模様で口を隠して、テニスのスマッシュの音（選手の声が入っているもの）が流れる。時々この演出が多用され、テニスの試合のようになっていることもある。マツコ自身はこの演出を使われることを嫌がっているが、本人による失言の場合は逆に多用することを要求する。

## スタッフ
- 企画：清水宏泰
- 構成：堀由史（ナメリカ）
- 編集：菊池正吾
- MA（マルチオーディオ）：大浦克寿
- 音響効果：井澤利幸
- TK（タイムキーパー）：碓井香都子
- メイク：高橋永充
- 編成：加藤達也
- 広報：正岡高子
- デスク：永島聖子
- AD：藤本大介、柏原帆奈美
- AP（アシスタントプロデューサー）：大越智江
- ディレクター：池田哲也
- 演出：遠藤達也
- プロデューサー：金佐智絵
- チーフプロデューサー：亀高美智子
- 技術協力：八峯テレビ、IMAGICA、AXL
- 制作著作：フジテレビ、ザ・ワークス

### 過去スタッフ
- 構成：へなちょこ（マツコの独断で途中降板させられた）

## 放送局
| 放送地域   | 放送局         | 放送期間                                                                                   | 放送日時                                                 | 備考 |
| ---------- | -------------- | ------------------------------------------------------------------------------------------ | -------------------------------------------------------- | --- |
| 関東広域圏 | フジテレビ     | 2009年10月15日 - 2011年3月24日                                                             | 木曜 25:45 - 26:00                                       | 制作局 |
| 北海道     | 北海道文化放送 | 2010年7月5日 - 2011年3月24日                                                               | 月曜 25:50 - 26:05                                       | 約2ヶ月遅れ 第20回放送分から 2011年3月21日～23日は2011年1月 - 3月3日放送分を集中放送｡ 3月24日はフジテレビで3月17日に放送した回を放送した後､最終回を同時ネット｡ |
| 福岡県     | テレビ西日本   | 2009年10月23日 - 2010年3月19日 2010年4月7日 - 2010年10月20日 2010年11月9日 - 2011年3月22日 | 金曜 26:50 - 27:05 水曜 26:20 - 26:35 火曜 25:55 - 26:10 | 5日遅れ 3月22日に、フジテレビで3月10・17日に放送した分を2話一挙に放送したが、最終回のみは放送せず、そのまま番組を終了した｡                                     |
| 広島県     | テレビ新広島   | 2010年4月5日 - 2011年3月21日                                                               | 月曜 25:30 - 25:45                                       | 約半年遅れ |
| 静岡県     | テレビ静岡     | 2010年4月7日 - 2010年5月5日                                                                | 水曜 24:45 - 25:00                                       | |
| 宮城県     | 仙台放送       | 2010年4月22日 - 2011年3月17日                                                              | 木曜 25:40 - 25:55                                       | 約半年遅れ |
| 沖縄県     | 沖縄テレビ     | 2009年11月14日 - 2011年3月19日                                                             | 土曜 26:05 - 26:20                                       | 2週遅れ |
| 熊本県     | テレビ熊本     | 2010年5月1日 - 2011年3月19日                                                               | 土曜 26:35 - 26:50                                       | 3ヶ月遅れ |
| 新潟県     | 新潟総合テレビ | 2010年4月13日 - 2011年3月18日                                                              | 金曜 25:40 - 25:55                                       | 遅れ不明 |
| 福井県     | 福井テレビ     | 2010年10月4日 - 2011年3月21日                                                              | 月曜 24:40 - 24:55                                       | 約半年遅れ 4月15日放送分より |
| 近畿広域圏 | 関西テレビ     | 2010年10月27日 - 2011年3月23日                                                             | 水曜 25:35 - 25:50                                       | 6日遅れ |
| 石川県     | 石川テレビ     | 2010年11月15日 - 2011年3月21日                                                             | 月曜 25:45 - 26:05                                       | |
| 秋田県     | 秋田テレビ     | 2010年12月7日 - 2011年3月22日                                                              | 火曜 24:35 - 24:50                                       | |
| 中京広域圏 | 東海テレビ     | 2011年1月13日 - 2011年3月23日                                                              | 水曜 25:00 - 25:15                                       | 4ヶ月遅れ 第45回放送分から |

## DVD
- マツコの部屋 アンタがいるから素直に笑えないのよ 編 （2011年2月16日発売、ポニーキャニオン）
- マツコの部屋 アタシ、誰のために生きてるの? 編 （2011年3月16日発売、ポニーキャニオン）